# Gran Premi del Canadà del 1995

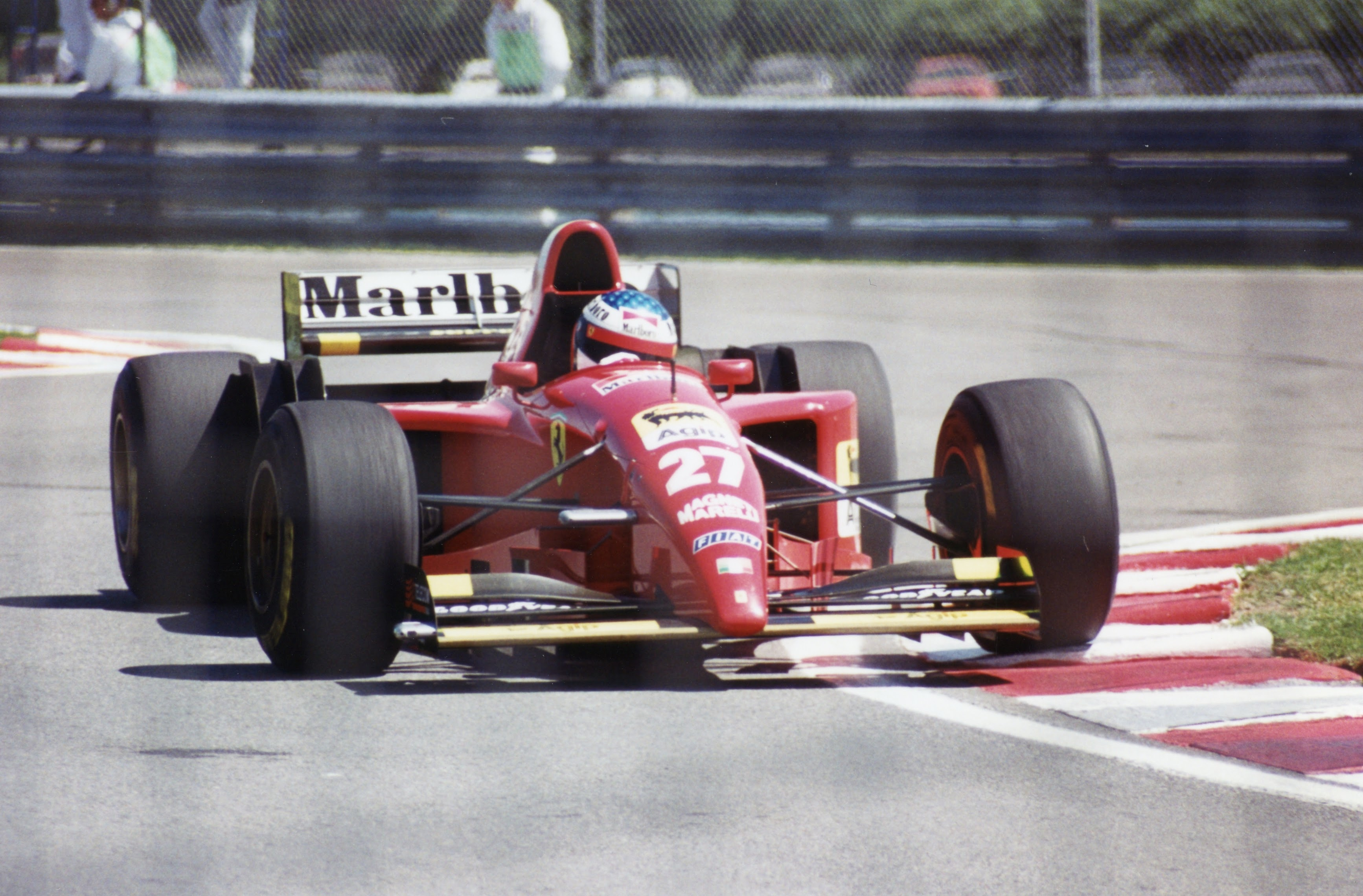
Jean Alesi a la seva única victòria

Resultats del Gran Premi del Canadà de Fórmula 1 de la temporada 1995, disputat al circuit urbà de Gilles Villeneuve a Mont-real l'11 de juny del 1995.

## Resultats de la cursa
| Posició  | Número | Pilot                 | Equip                  | Voltes | Temps/ retirada   | Posició de sortida | Punts |
| -------- | ------ | --------------------- | ---------------------- | ------ | ----------------- | ------------------ | ----- |
| 1        | 27     | Jean Alesi            | Ferrari                | 68     | 1h 46' 31,333"    | 5                  | 10    |
| 2        | 14     | Rubens Barrichello    | Jordan - Peugeot       | 68     | + 31,687 "        | 9                  | 6     |
| 3        | 15     | Eddie Irvine          | Jordan - Peugeot       | 68     | + 33,270 "        | 8                  | 4     |
| 4        | 26     | Olivier Panis         | Ligier - Mugen - Honda | 68     | + 36.506 s        | 11                 | 3     |
| 5        | 1      | Michael Schumacher    | Benetton - Renault     | 68     | + 37.060 s        | 1                  | 2     |
| 6        | 9      | Gianni Morbidelli     | Footwork - Hart        | 67     | + 1 Volta         | 13                 | 1     |
| 7        | 4      | Mika Salo             | Tyrrell - Yamaha       | 67     | + 1 Volta         | 15                 |       |
| 8        | 24     | Luca Badoer           | Minardi - Ford         | 67     | + 1 Volta         | 19                 |       |
| 9        | 10     | Taki Inoue            | Footwork - Hart        | 66     | + 2 Voltes        | 22                 |       |
| 10       | 25     | Martin Brundle        | Ligier - Mugen - Honda | 61     | Col·lisió         | 14                 |       |
| 11       | 28     | Gerhard Berger        | Ferrari                | 61     | Col·lisió         | 4                  |       |
| Retirada | 23     | Pierluigi Martini     | Minardi - Ford         | 60     | Accelerador       | 17                 |       |
| Retirada | 22     | Roberto Moreno        | Forti F1 - Ford        | 54     | Prob. combustible | 23                 |       |
| Retirada | 5      | Damon Hill            | Williams - Renault     | 50     | Caixa de canvis   | 2                  |       |
| Retirada | 7      | Mark Blundell         | McLaren - Mercedes     | 47     | Motor             | 10                 |       |
| Ret      | 3      | Ukyo Katayama         | Tyrrell - Yamaha       | 42     | Motor             | 16                 |       |
| Ret      | 16     | Bertrand Gachot       | Pacific - Ilmor        | 36     | Bateria           | 20                 |       |
| Retirada | 30     | Heinz-Harald Frentzen | Sauber - Ford          | 26     | Motor             | 12                 |       |
| Retirada | 21     | Pedro Diniz           | Forti F1 - Ford        | 26     | Caixa de canvis   | 24                 |       |
| Retirada | 29     | J.C. Boullion         | Sauber - Ford          | 19     | Virolla           | 18                 |       |
| Retirada | 17     | Andrea Montermini     | Pacific - Ilmor        | 5      | Caixa de canvis   | 21                 |       |
| Ret      | 6      | David Coulthard       | Williams - Renault     | 1      | Virolla           | 3                  |       |
| Ret      | 2      | Johnny Herbert        | Benetton - Renault     | 0      | Col·lisió         | 6                  |       |
| Ret      | 8      | Mika Häkkinen         | McLaren - Mercedes     | 0      | Col·lisió         | 7                  |       |

## Altres
- Pole: Michael Schumacher 1' 27. 661
- Volta ràpida: Michael Schumacher 1' 29. 174 (a la volta 67)